# Chevrier (légume)
Pour les articles homonymes, voir Chevrier (homonymie).
Le Chevrier est un nom commun donné au haricot flageolet en hommage à Paul-Gabriel Chevrier, cultivateur de Brétigny-sur-Orge. 
Celui-ci découvre par hasard en 1872, un procédé de séchage permettant de garder leur couleur verte, ce qui donne au légume un goût plus fin que le haricot blanc.
Tous les ans, la foire aux haricots d'Arpajon lui rend hommage.